# Emre Mor
Emre Mor (født 24. juli 1997 i København, Danmark) er en dansk-tyrkisk professionel fodboldspiller, der spiller for Fenerbahce SK og det tyrkiske landshold.

## Karriere

### FC Nordsjælland
Emre Mor spillede U19 fodbold i Lyngby BK, inden klubben ophævede hans kontrakt, efter flere disciplinære problemer. Han var derefter på prøvetræning i franske AS Saint-Étienne, inden han i Januar 2015 skiftede til FC Nordsjælland. I sin første tid i klubben spillede han på deres U19 hold, inden han i slutningen af efteråret 2015 fik spilletid i Superligaen. Han spillede i alt 13 kampe og scorede to mål i Superligaen 2015-16, inden han i slutningen af sæsonen blev frigivet af FC Nordsjælland, så han kunne tilslutte sig træningslejren for det tyrkiske landshold. På dette tidspunkt lå FC Nordsjælland i den nederste del af Superligaen, og havde derfor ikke meget at spille for.

### Borussia Dortmund
Den 7. juni 2016 blev Emre Mor solgt til Borussia Dortmund fra FC Nordsjælland, til en sum på mellem 70 og 90 millioner kroner. Dette gør ham angiveligt også til den dyreste skandinaviske fodboldspiller.

### Landshold
Efter at Emre Mor havde repræsenteret flere danske ungdomslandshold fra 2013 til 2015, annoncerede han i foråret 2016, at han valgte det tyrkiske frem for det danske landshold. Kort efter fik han sin debut på det tyrkiske landshold, da han spillede anden halvleg mod Montenegro. Han imponerede stort og klarede cuttet til den 23-mands-trup, som skulle med Tyrkiet til EM 2016.

## Personligt
Emre Mor er født og opvokset i Danmark, men har tyrkisk mor fra Nordmakedonien og tyrkisk far. Emre Mor har tyrkisk og dansk statsborgerskab.